# 돔 파슨스
도미닉 에드워드 파슨스(영어: Dominic Edward Parsons, 1987년 9월 8일~)는 간단히 돔 파슨스(Dom Parsons)로 잘 알려진 영국의 스켈레톤 선수이다. 2018년 동계 올림픽에서 동메달을 획득하였다. 이 메달은 1948년 동계 올림픽에서 동메달을 딴 존 크래먼드 이후 처음으로 영국에서 획득한 스켈레톤 종목 메달이다. 더욱이 돔 파슨스는 영국의 회계법인에 소속되어있는 회계사이기에 더욱 화제가 되었다.